# Leibertingen
Leibertingen è un comune tedesco di 2 169 abitanti,, situato nel land del Baden-Württemberg.